# Akşehir (jezioro)
Akşehir (tur. Akşehir Gölü) – jezioro w południowo-zachodniej Turcji, na Wyżynie Anatolijskiej.